# Dariusz Pawłoś
Dariusz Pawłoś (ur. 16 kwietnia 1969 w Hrubieszowie) – polski germanista, dyplomata, od 2022 do 2024 ambasador RP w Niemczech.

## Życiorys
Dariusz Pawłoś ukończył studia germanistyczne na Uniwersytecie Marii Curie-Skłodowskiej w Lublinie (1993). Studiował także politologię na Uniwersytecie Warszawskim. Był nauczycielem języka niemieckiego w LXXIII Liceum Ogólnokształcącym w Warszawie. W 1995 rozpoczął pracę w Fundacji „Polsko-Niemieckie Pojednanie”. W latach 2008–2017 był przewodniczącym jej zarządu. W 2007 kierował Biurem Przedstawiciela Ministra Spraw Zagranicznych ds. Współpracy Polsko-Niemieckiej w MSZ RP. Od 2009 nadzorował realizację programu dokumentacyjnego Instytutu Pamięci Narodowej i Ministerstwa Kultury i Dziedzictwa Narodowego „Straty osobowe i ofiary represji pod okupacją niemiecką”. Prowadził wykłady dla studentów z zagranicy w ramach Szkoły Letniej Uniwersytetu Warszawskiego.
W latach 2017–2021 był rzecznikiem prasowym i kierownikiem Referatu ds. Komunikacji i Dyplomacji Publicznej Ambasady RP w Berlinie. W latach 2021–2022 był zastępcą dyrektora Departamentu Dyplomacji Publicznej i Kulturalnej MSZ RP. Przedstawiciel Rządu RP w Kuratorium Fundacji „Pamięć, Odpowiedzialność i Przyszłość”. 15 marca 2022 został dyrektorem zarządzającym Polsko-Niemieckiej Współpracy Młodzieży. 18 października 2022 powołany na ambasadora RP w Niemczech. Sprawowanie funkcji rozpoczął 22 listopada 2022. Urzędowanie zakończył w lipcu 2024.
W 2005 został odznaczony Krzyżem Oficerskim Odznaki Honorowej za Zasługi dla Republiki Austrii.
Posługuje się językami: niemieckim, angielskim i rosyjskim. Żonaty, ojciec córki i syna.